# Tentacolino
Tentacolino (em português:  Em Busca do Titanic), (em italiano:  Alla ricerca del Titanic), também conhecido como In Search of the Titanic, é um filme italiano de animação de 2004 dirigido por Kim Jun-ok. É uma sequência do filme de animação italiano de  1999 The Legend of the Titanic.

## Roteiro
Dentro de uma batisfera, Don Juan e Elizabeth, bem como seus cão Smile e os ratos Top Connors e Ronnie, começaram a explorar as profundezas do  oceano em busca dos destroços do  RMS Titanic. Entretanto, um tubarão chamado Ice Teeth corta o cabo da batisfera e a afunda. Os ocupantes acordam e se encontram na cidade perdida de Atlântida.
Os membros da expedição são submetidos a um tratamento especial que lhes permite respirar debaixo d'água. Enquanto isso, Ronnie e Top Connors são abordados por outros ratos e participam de uma reunião secreta onde eles aprendem sobre um plano para roubar o elixir da imortalidade. Ronnie e Top Connors alertam Don Juan e Smile sobre o plano. O Rei de Atlântida decide substituir o elixir por água comum.
Os ratos roubam o falso elixir e o apresentam ao seu líder. Após bebê-lo, o líder é amarrado à pedras pesadas e cai em um poço profundo cheio de água que quase o afoga. Enfurecido, ele exige que os outros ratos sejam levados para um hospital mental onde eles estão presos para sempre. Como recompensa, o Rei de Atlântida ajuda na recuperação do Titanic, contando com a ajuda de Tentacles, o gigante, o polvo amigável. O rei, então, transporta o "Titanic" para a baía de uma ilha secreta.

## Elenco
- Jane Alexander – Elizabeth
- Anna Mazzotti – Ronnie
- Francis Pardeilhan – Don Juan
- Gregory Snegoff – Smile

### Elenco original italiano
- Rodolfo Bianchi – Rei
- Fabio Boccanera – Don Juan
- Paolo Buglioni – Ice
- Stefano Crescentini – Top Connors
- Oliviero Dinelli – Tentacolino
- Luigi Ferraro – Mouse Pirate
- Christian Iansante – Baron von Tilt
- Beatrice Margiotti – Rainha de Atlantis / Amazona marinha #2
- Stefano Mondini – Smile
- Fabrizio Vidale – Cutter